# Kreuzigungsszene (Bellebat)

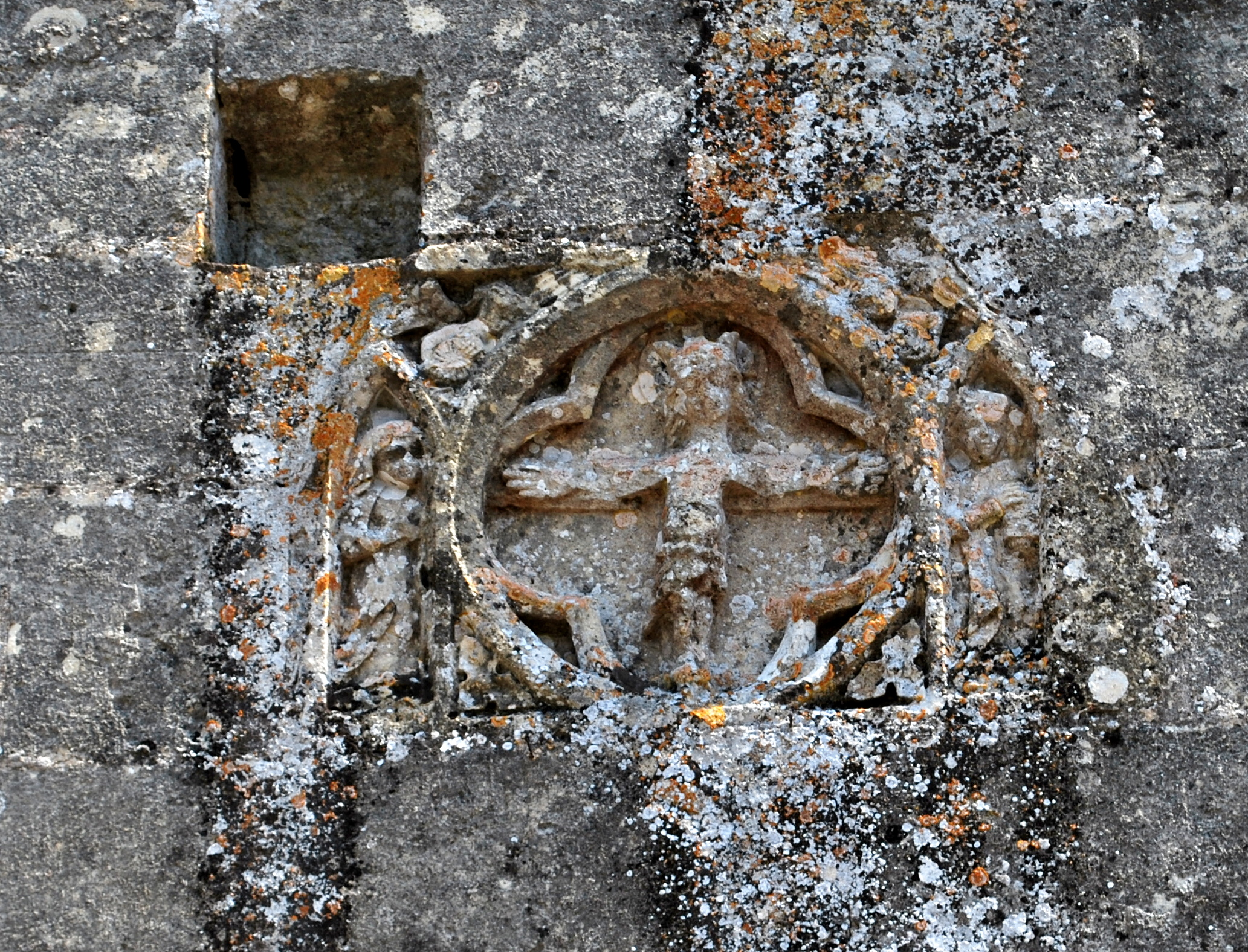
Kreuzigungsszene in Bellebat

Das Bas-Relief mit der Kreuzigungsszene in der Kirche St-Jacques in Bellebat, einer französischen Gemeinde im Département Gironde der Region Nouvelle-Aquitaine, wurde im 13. Jahrhundert geschaffen. Die Kreuzigungsszene aus Granit wurde 1971 als Monument historique in die Liste der denkmalgeschützten Objekte (Base Palissy) in Frankreich aufgenommen.
Die Kreuzigungsszene über dem Portal stellt in einem Vierpass die Kreuzigung und rechts außen den Apostel Johannes und links Maria dar.